# BM-21
BM-21 グラート（ロシア語: БМ-21 "Град"ベーエーム・ドヴァーッツァチ・アヂーン・グラート）は、ソビエト連邦が1960年代初頭に開発した122mm自走多連装ロケット砲であり、ソビエト連邦軍及び現在のロシア連邦軍が使用しているほか、友好国への輸出も行われている。
愛称の「グラート」はロシア語で「霰・雹」を意味する（「都市・城砦」を意味する「グラート」とつづりは同じだが、意味は異なる）。また形式名のBM（БМ）は、「戦闘車両」を意味するロシア語（боевая машина）の頭文字である。
GRAUインデックスは、60発の補給用弾薬を輸送できる補給トラック9T254を含んだ発射システム全体で9K51であり、発射機単体は2B5である。当初この兵器の存在を知った北大西洋条約機構は、M1964というNATOコードネームを付与した。
BM-21は、世界で最も広く使用されている多連装ロケットランチャーであり、いくつかの国ではロケット弾は共通であるが、台座のトラックや発射器の形状を変更したりするなどしたコピー品や類似品が製造されている（#ソ連以外の派生型を参照）。

## 概要

### 開発
ソビエト連邦軍は、140mmロケット砲BM-14を更新するために、BM-21の開発を開始し、1963年に配備された。BM-21は、ウラル-375D6輪式トラックの荷台部分に全長の長い40本の122mmロケット弾発射器チューブをまとめた多連装ロケットランチャーである。1976年以降の生産型は、BM-21の台座となるトラックを新型のウラル-4320に更新したタイプに置き換えられた。

### 構造

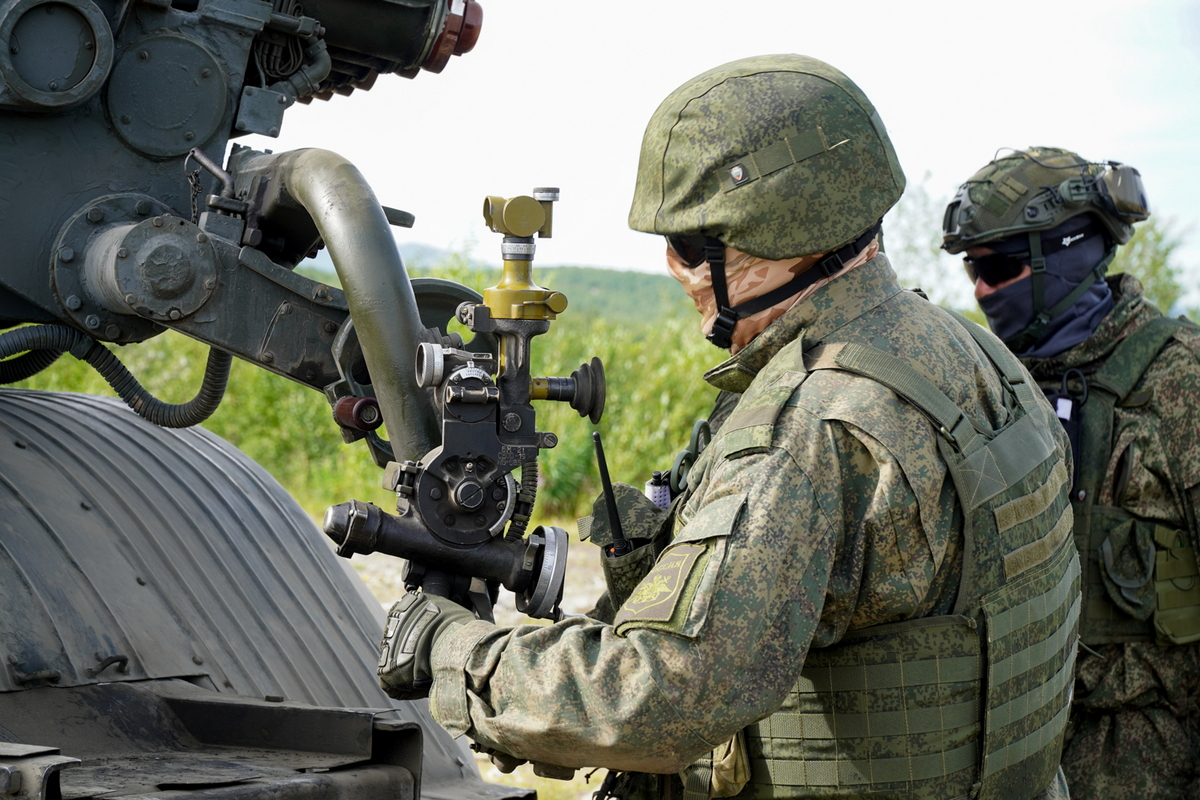
BM-21の照準器

BM-21は、停車してから3分で発射準備が整うように設計されている。40発のロケット弾を全て発射するまでには20秒しかからない。再装填の完了にはおよそ10分が必要で、最初の奇襲的攻撃力は非常に大きいが継続発射速度は低いと評価されている。
ロケット弾の弾道安定には翼安定方式を採用している。しかし、チューブ内にはガイドレールが設置されており、これによって発射後、弾体が90°回転後に旋転しながら飛翔するようになっており、スピン安定式であるとも言える。弾頭は基本的に対人、対非装甲車両用の破砕性弾頭であるが、中には対硬化目標用のHEAT弾や対戦車地雷散布弾頭、対戦車用の子爆弾散布弾頭も用意されている。
BM-21は、一個大隊につき18両が配備されており、大隊のBM-21がロケット弾を一斉射すれば、目標地域に720発のロケット弾が降り注ぐ。

## 派生型

### ソ連製の派生型

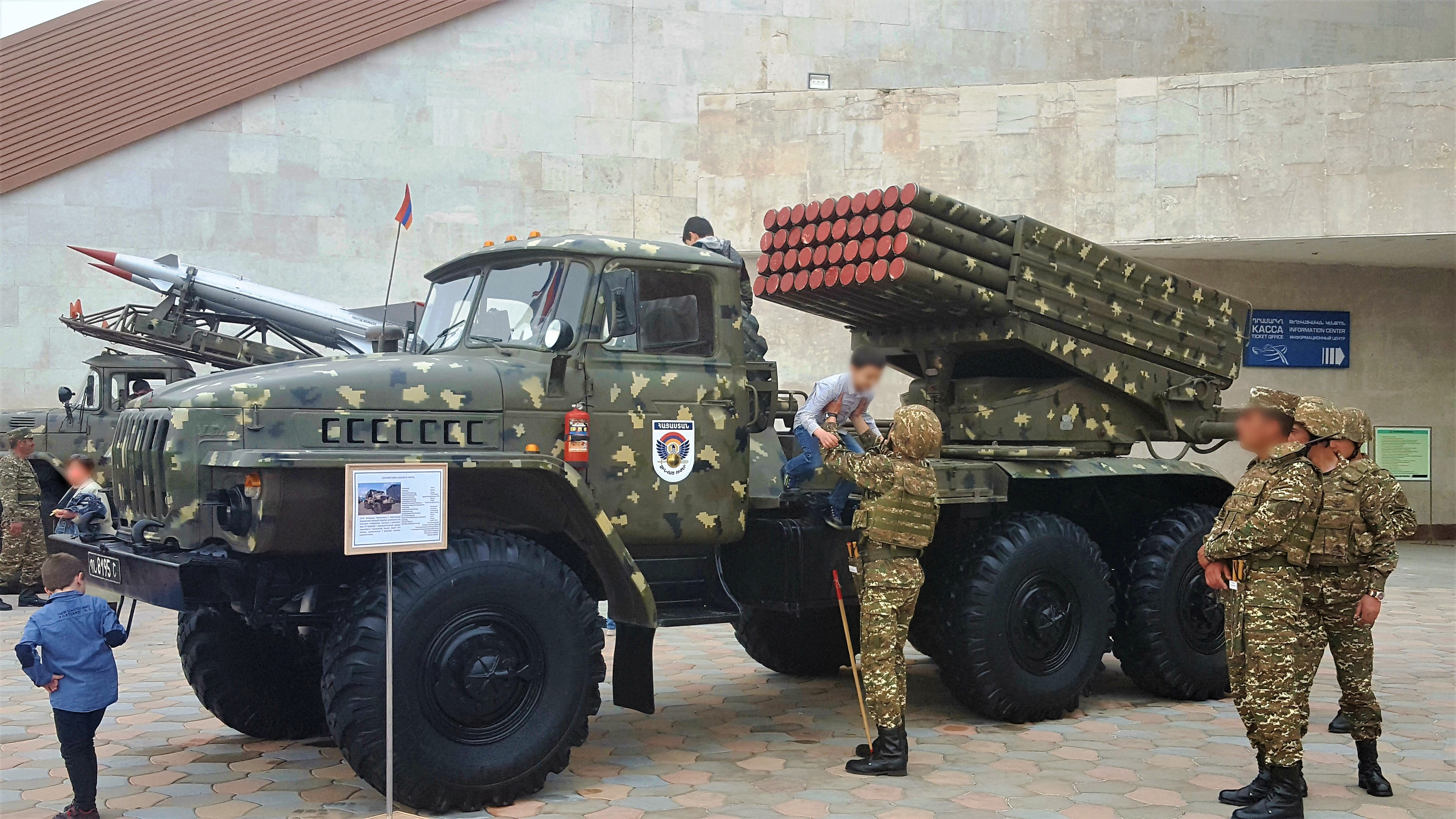
ウラル-4320ベースのBM-21-1

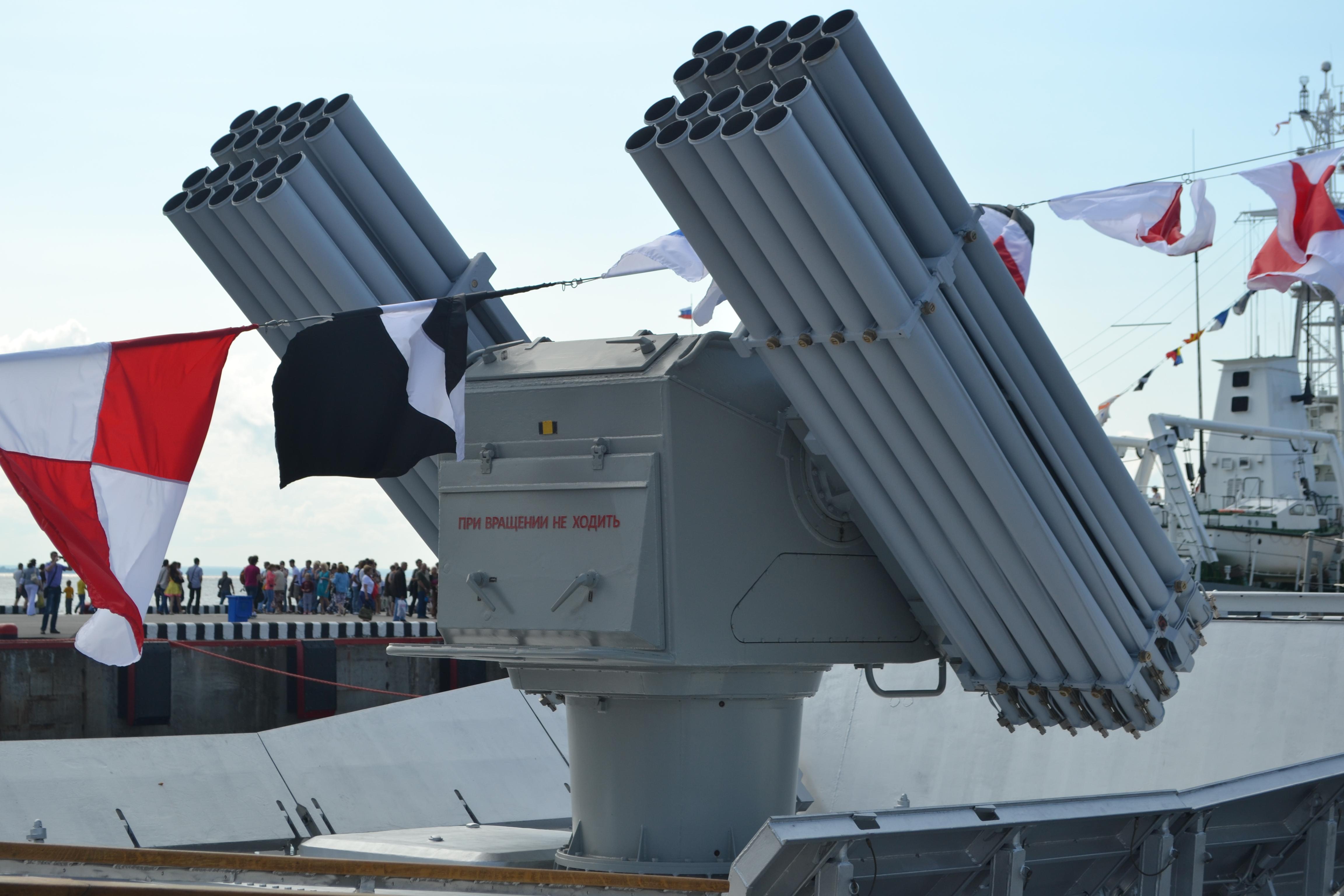
艦載型A-215

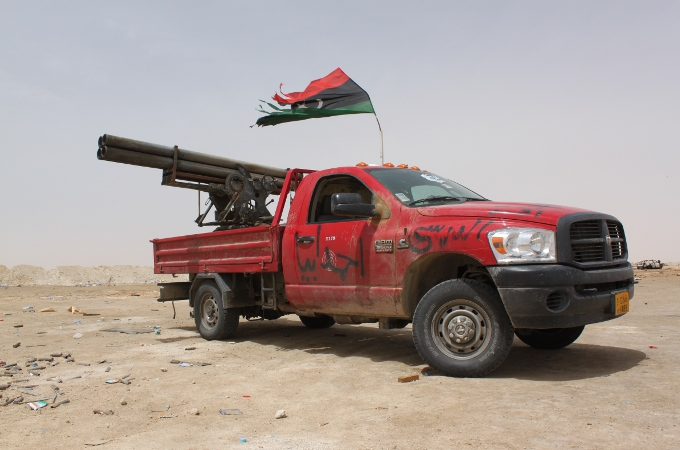
2011年リビア内戦において、反カダフィ勢力が用いた手製の自走式多連装ロケットランチャー。ピックアップトラックの荷台に4連装の122mmロケットチューブを搭載している

BM-21 グラート
基本型で、ウラル-375Dトラックの車台に搭載。
BM-21-1
ウラル-4320トラックの車台に搭載。ベース車両の変更によりエンジンがディーゼルエンジンとなり燃費が改善。
2B17もしくはBM-21-1
2003年に初めて提案された、Motovilikha Plants（Мотовилихинские заводы）によって開発された更新型。システムは、衛星航法装置NAP SNS、自動火器管制装置ASUNO、APPに連結され、射程40kmの新世代ロケットを発射する。ウラル-4320トラックの車台に搭載。
2B26
ベース車両をKAMAZ製のKamAZ-5350に変更した。GRAUコードは同じく9K51。
BM-21B グラート1（NATOコードネーム：M1976）
軽量な36連装発射器を6輪式のZIL-131トラックに搭載したタイプ。ロケット、輸送車9T450および再装填トラック9F380の支援設備全体で、9K55とも呼称される。BM-21Bは、射程15kmの短距離型ロケットのみを運用できる。ソ連での開発コードは9P138。ロケット弾発射時の安定性を保つために、車両後部にジャッキを装備する。
A-215 グラートM
海軍向けの派生型。40連装発射機・レーザー測距儀・射撃管制装置・122mmロケット弾で構成されるシステム全体の名称。1978年制式。上陸支援用兵器としてタピール級揚陸艦とイワン・ロゴフ級揚陸艦に装備された。
BM-21V グラートV（NATOコードネーム：M1975）
空挺部隊向けの派生型で、1969年に開発された。12連装発射器を4輪式GAZ-66Bトラックに搭載。車両は空中投下可能。空輸中は、車両の幌や窓枠などを取り外すあるいは折り畳むことで容積を縮小できる。ロケット弾発射時の安定性を保つために、車両後部にジャッキ（アウトリガー）を装備する。ソ連での開発コードは9P125。
9K132 グラートP
個人で携帯が可能な単装型。ランチャーは、ロケット弾を再装填して再利用可能。このシステムは、ベトナム戦争においてアメリカと戦っていたベトナム人民軍に向けて1960年代なかばに開発された。ソ連・ロシア軍では使用されないが、世界中のゲリラ組織や民兵、軍閥が使用しており、時には右の写真のような手製の自走式多連装ロケットランチャーを製造することがある。テクニカルも併せて参照のこと。
BM-21PD
構成はBM-21基本型と変わらないが、ソ連海軍が敵の上陸作戦を水際で阻止するために装備。弾薬運搬車を含めたシステム全体で、DP-62 Dambaと呼称される。
9А51 プリマ
ウラル-4320トラックの5トンシャーシに50連装発射器を搭載したタイプ。射撃管制装置と弾薬運搬車TZM9T232Mおよび新型ロケット9M53F全体で、9K59とも呼称される。少数が生産された。

### ロシアの派生型
9A53-G タルナード
2012年上期、BM-21 グラートを近代化した9A53-G タルナード36両を生産する計画がなされた。ナビゲーションシステムや火器管制自動化システム「Капустник-БМ」を搭載し、乗員2-3人で操作可能となっている。また、乗員を減らしながらも短時間で発射可能になるなどの多くの改善が行われている。

### ソ連以外の派生型

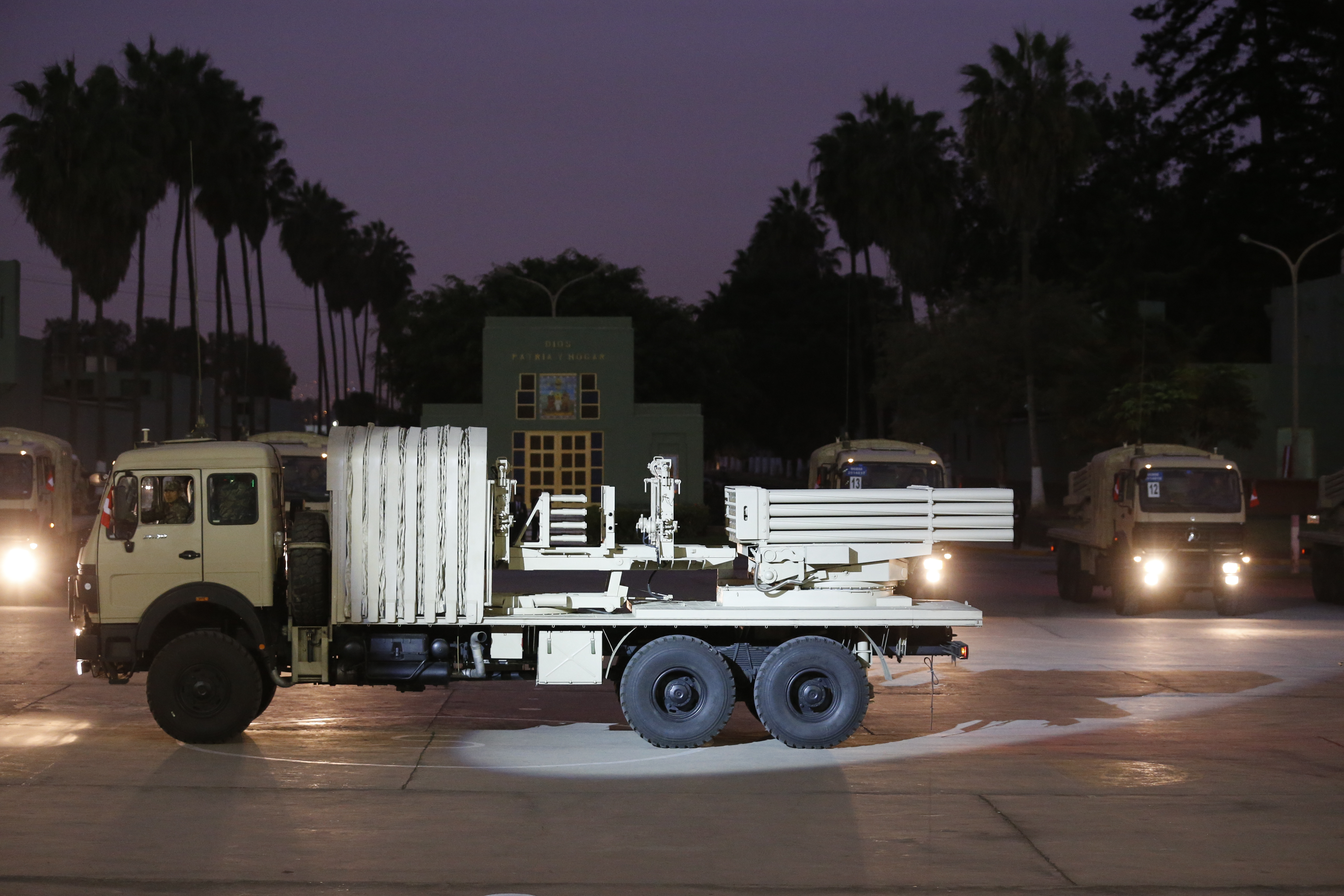
ペルー陸軍の90式

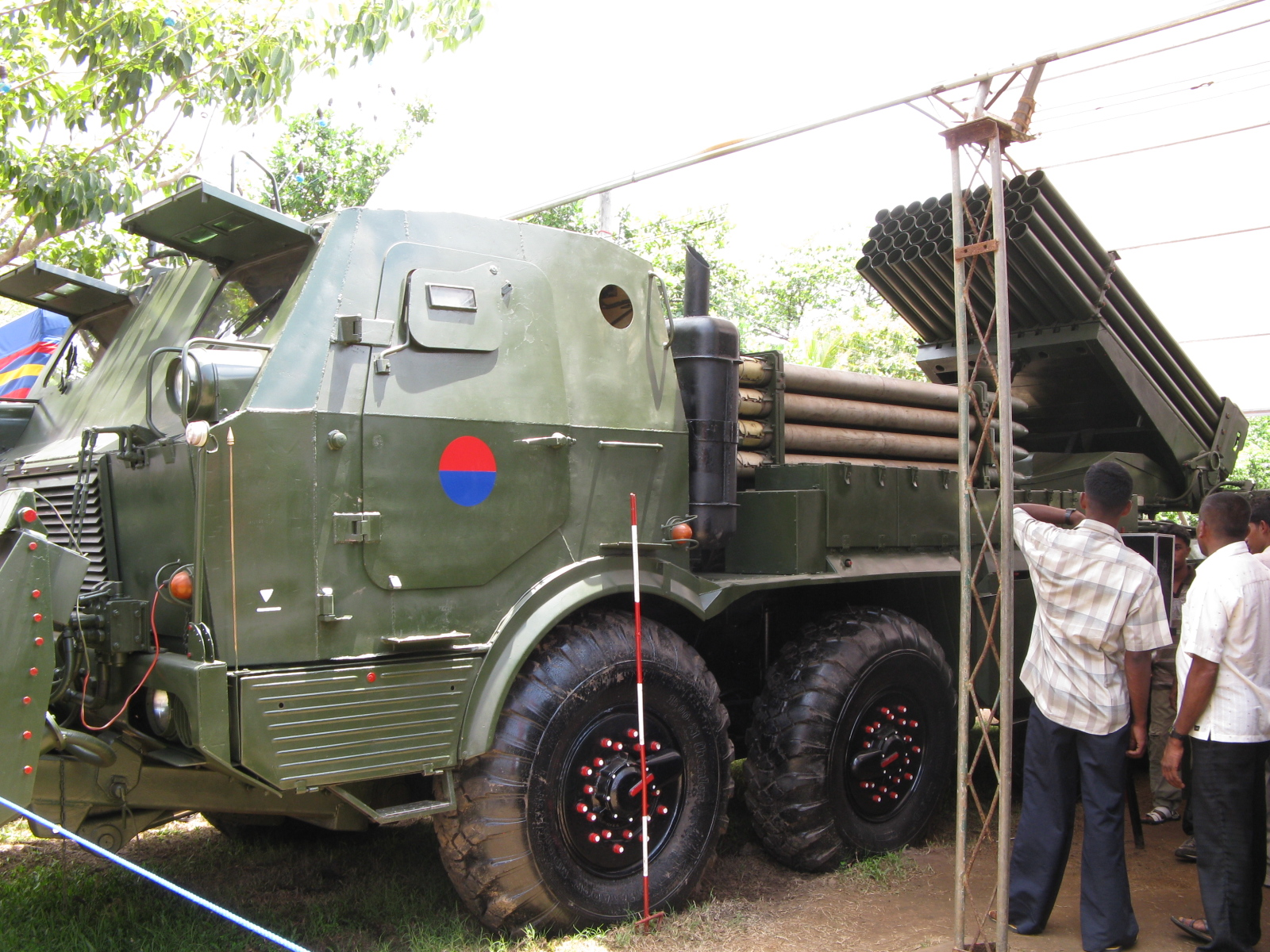
スリランカ陸軍のRM-70

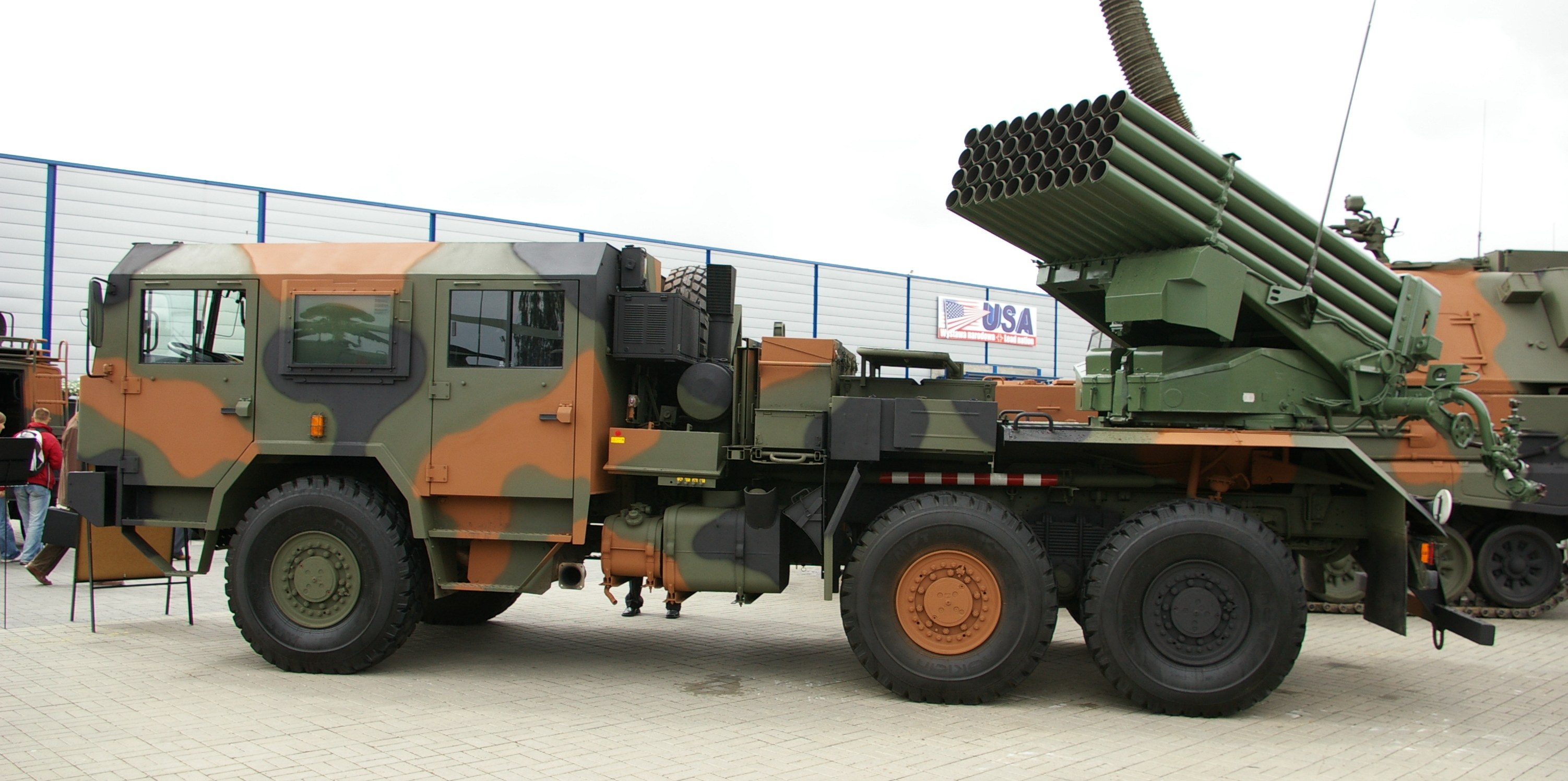
ポーランド製のWR-40 ラングスタ

90式多連装ロケット砲
BMｰ21自走ロケット発射機を基に40連装ロケット発射機を載せたもの。
81式122mm自走ロケット砲
中国製の派生型で、1979年の中越戦争の際にベトナム人民軍から鹵獲したBM-21を元に設計され、1982年から中国人民解放軍への配備が始まった（BM-21が開発された1963年には既に中ソ対立がかなり深刻化していたため、ソ連は中国に対するBM-21の輸出を認めなかった）。土台のトラックが中国製であることを除けばほとんどオリジナルと変わらないが、運転席に防炎シールドが存在する。
BM-11
北朝鮮製の派生型。30連装発射器を日本製のいすゞTW6x6トラックに搭載している。レバノンに輸出されている他、イランやパキスタンでの独自生産型の参考となっている。BM-11用の砲弾は、2022年に始まったロシアのウクライナ侵攻の前線にて、ロシアおよびウクライナ双方が使用しているが、指揮官や兵からは「不発の割合が高い」、「砲弾は信頼性が非常に低く、たまに変なところに飛ぶ」といった評価を得ている。
MRL 122mm M1977
ソ連のウラル-375D・ウラル-4320ベース40連装発射器のBM-21 グラートの直接的なコピー生産に対しアメリカがつけた呼称。
MRL 122mm M1985
40連装発射器をいすゞTW6x6トラックに搭載している。発射機と運転台の間のスペースに予備ロケット弾40発を搭載できるラックを装備。
アーラシュ/آرش
イラン製の派生型。レバノンのヒズボラに供与され、イスラエルへの攻撃に使用されている。ヒズボラの保有兵器を併せて参照のこと。射程20.5kmのロケット弾のほか、射程75kmのロケット弾も運用できる。
HM20
BM-21のイラン型で、メルセデス・ベンツ 2624 6x6トラックに20発ずつ2分割された40連装発射器を搭載。後期型はMAN製6x6トラックとなっている。
HM23
軽量な16連装発射器(8発ずつ2分割)を搭載したバージョン。
HMxx
北朝鮮のBM-11の30連装発射器をメルセデス・ベンツ LA 911 B 4x4トラックに搭載したバージョン。油圧クレーンを装備した車両もある。
KRL 122
パキスタンのKahuta Research Laboratoriesで開発された派生型で発射器は北朝鮮のBM-11に類似した30連装である。初期型は日本製のいすゞ6x6トラックをベースに使用していたが、後にアメリカReo製のM35 2.5tトラックをベースに使用するようになった。
Sakr-180
エジプト製の派生型。外見上はほとんどオリジナルと変わらない。
RM-70
1972年に当時のチェコスロバキアが自国軍隊のために開発した派生型で、40連装発射器を国産の8輪式タトラ813トラックに搭載している。RM-70は、キャビンに装甲が施されている。
RM-70/85
土台のトラックを非装甲のタトラ815に換装したモデルで、RM-85とも表記される。基本的な形状やカタログスペックはRM-70とほとんど変わらない。RM-70およびRM-70/85は、東ドイツ（東西ドイツ統一後、ギリシャに売却）、ポーランド、フィンランド、ギリシャ、グルジア、ミャンマー、インドネシア、スリランカ、エクアドル、ウルグアイ、ベネズエラ、アンゴラ、ルワンダ、ウガンダ、ジンバブエに輸出された。
WR-40 ラングスタ/WR-40 "Langusta"
ポーランド製の派生型。ポーランド国産の6輪式Jelcz P662D.35トラックに、40連装発射器と新型射撃管制装置を搭載したモデル。ポーランドは、現有のBM-21を全てWR-40に更新する予定（RM-70については、同様に更新するのか運用を続けるのか不明）であり、さらには最大射程を42kmに延伸した新型ロケット弾（破砕性弾頭）を装備する予定。

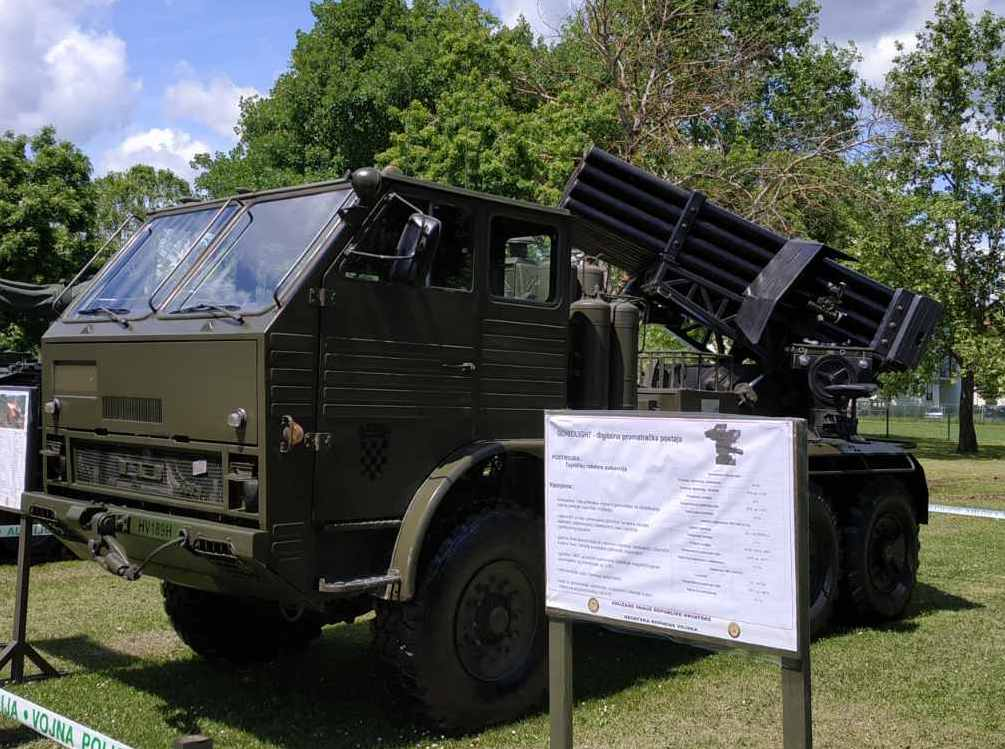
クロアチア陸軍のAPR-40

APR-21
ルーマニア製の派生型。21連装発射器をルーマニア製の4輪式ブチェジ（Bucegi）SR-114トラックに搭載したが、まもなく後継のAPR-40に取って代わられた。
APR-40
前述のAPR-21の後継であり、40連装発射器を6輪式DAC-665Tトラックに搭載。このシステムは、ボツワナ、ボスニア・ヘルツェゴビナ、カメルーン、クロアチア、イラン、イラク、リベリア、ナイジェリアに輸出された。
BM-21A ベルグラート/БМ-21А "БелГрад"
425馬力のディーゼルエンジンTMZ-8424を搭載する6x6大型トラックであるMAZ-631705を種車に開発された。増設されたラックに追加のロケット弾40発を搭載できる。1997年に完成され、その後制式採用された。
BM-21М フラードU/БМ-21М "Град-У"
ウクライナのAvtoKrAZで開発されたBM-21の後継型。兵器の純国産化を進めるウクライナにおいて、国産6x6大型トラックのKrAZ-6322を種車に製造された。ガソリンエンジンのウラル-375Dに対し、KrAZ-6322はディーゼルエンジンを使用している。KrAZ-6322-121 フラード（КрАЗ-6322-121 "Град"）とも呼ばれる。一部の車輌は、車体を延長して40発のロケット弾を追加搭載できるようになった。種車にKrAZ-260を使用した仕様もあり、ともにウクライナ陸軍に配備されている。

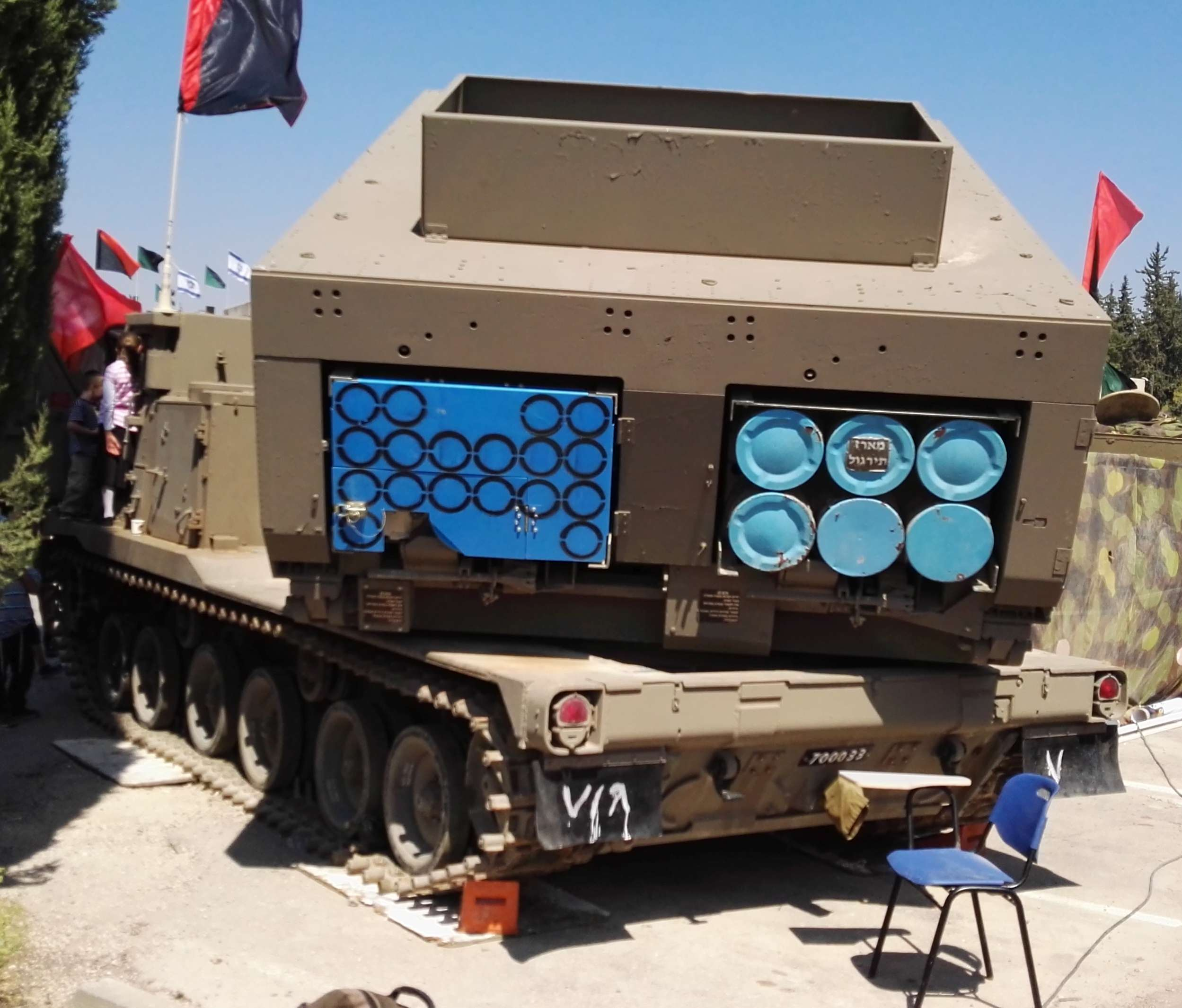
ACCULAR-122"ロマク"（左側）

Valkiri
鹵獲されたBM-21をベースに開発。改良型のBateleurが存在する。
GRADLAR
イスラエル・ミリタリー・インダストリーズ（現：IMIシステムズ）が開発した、BM-21や他の122mmロケット砲をアップグレードさせるパッケージ。同社の開発したLAR-160の技術を流用して開発された。
ACCULAR-122
イスラエル・ミリタリー・インダストリーズが開発した、GRADLARに精密誘導機能を付加する改修パッケージ。設定した目標地点の10m以内に着弾する性能を持つ。弾頭重量20kg、最大射程40km。
イスラエル陸軍はACCULAR-122に"ロマク"(槍)の呼称を付け、M270 MLRSに搭載して導入している。また、同じくIMIによって開発された装輪式のリンクス 自走ロケットランチャーシステムにも搭載可能である。

## ロケット弾

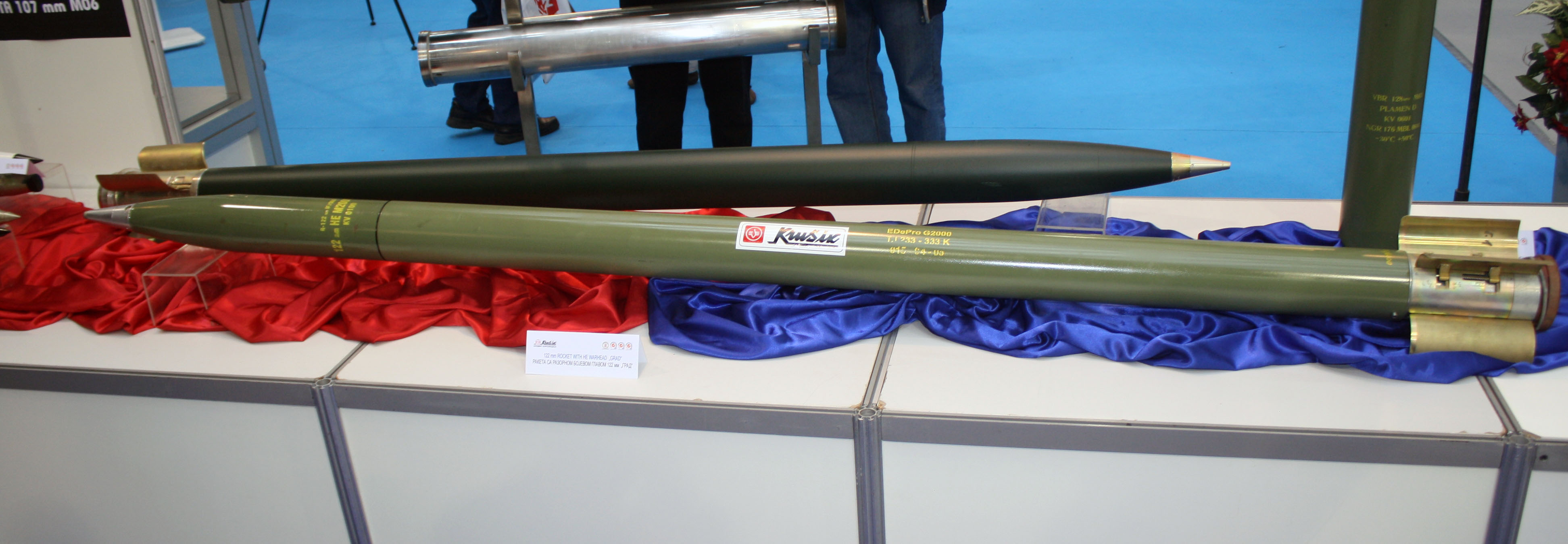
BM-21用の122mmロケット弾

BM-21用の122mmロケット弾には各種の弾頭、射程のロケット弾が用意されており、目標の種類や距離、作戦内容などで使い分ける。ここでは、主なタイプのロケット弾を紹介する。
9M22U（M-21OF）：破砕性弾頭
製造国：ソ連･ロシア
重量：66.6kg
全長：2.87m
弾頭重量：18.4kg
最小射程：5,000m
最大射程：20,380m
9M28F：破砕性弾頭
製造国：ソ連・ロシア
重量：56.5kg
全長：2.27m
弾頭重量：21.0kg
最小射程：1,500m
最大射程：15,000m
9M28K：対戦車地雷散布弾頭
製造国：ソ連・ロシア
重量：57.7kg
全長：3.04m
弾頭重量：22.8kg
最小射程：
最大射程：13,400m
9M43：煙幕弾頭
製造国：ソ連・ロシア
重量：66kg
全長：2.95m
弾頭重量：20.2kg
最小射程：
最大射程：20,000m
9M217：対戦車子爆弾散布弾頭
製造国：ソ連・ロシア
重量：70kg
全長：3.04m
弾頭重量：25kg
最小射程：
最大射程：30,000m
9M218：成形炸薬子弾
製造国：ソ連・ロシア
重量：70kg
全長：3.04m
弾頭重量：25kg
最小射程：
最大射程：30,000m
9M519：ジャミング弾
製造国：ソ連・ロシア
重量：66kg
全長：3.04m
弾頭重量：18.4kg
最小射程：
最大射程：18,500m
9M521：破砕性弾頭
製造国：ソ連・ロシア
重量：66kg
全長：2.87m
弾頭重量：21.0kg
最小射程：
最大射程：40,000m
9M522：破砕性弾頭
製造国：ソ連・ロシア
重量：70kg
全長：3.04m
弾頭重量：25.0kg
最小射程：
最大射程：37,500m
PRC-60：水中爆発弾頭（BM-21PD専用）
製造国：ソ連・ロシア
重量：75.3kg
全長：2.75m
弾頭重量：20.0kg
最小射程：300m
最大射程：5,000m
Type 90A：破砕性弾頭
製造国：中国
重量：
全長：2.75m
弾頭重量：18.3kg
最小射程：12,700m
最大射程：32,700m
M21-OF-FP：破砕性弾頭
製造国：ルーマニア
重量：65.4kg
全長：2.87m
弾頭重量：6.35kg
最小射程：5,000-6,000m
最大射程：20,400m
M21-OF-S：破砕性弾頭
製造国：ルーマニア
重量：46.6kg
全長：1.927m
弾頭重量：6.35kg
最小射程：1,000m
最大射程：12,700m
この他にも、焼夷弾や化学兵器弾頭、照明弾、対人地雷散布弾などの各種弾頭を搭載したロケット弾を装備可能。

## 運用国

### 現役
- アフガニスタン
- アルジェリア
- アンゴラ
- アルメニア
- アゼルバイジャン - 2024年時点で、アゼルバイジャン陸軍が54両のBM-21、24両のBM-21Vを保有[9]。
- ボスニア・ヘルツェゴビナ
- ボツワナ
- ブルガリア - 2024年時点で、ブルガリア陸軍が24両のBM-21を保有[10]。
- ブルキナファソ
- ブルンジ
- カンボジア
- カメルーン
- チャド
- 中華人民共和国
- コンゴ共和国
- コンゴ民主共和国
- コートジボワール
- クロアチア - 2024年時点で、クロアチア陸軍が21両のBM-21を保有[11]。
- キューバ
- キプロス - 2023年時点で、キプロス国家守備隊が4両のBM-21を保有[12]。
- ジブチ
- エクアドル - 2024年時点で、エクアドル陸軍が18両のBM-21を保有[13]。
- エジプト - 2024年時点で、エジプト陸軍が60両のBM-21を保有[14]。
- エリトリア
- エチオピア
- フィンランド
- ジョージア - 2024年時点で、ジョージア陸軍が13両のBM-21を保有[15]。
- インド
- イラン
- イラク
- イスラエル
- カザフスタン - 2023年時点で、カザフスタン陸軍が80両のBM-21を保有[16]。
- ケニア
- キルギス - 2023年時点で、キルギス陸軍が15両のBM-21を保有[17]。
- ラオス
- レバノン - 2024年時点で、レバノン陸軍が11両のBM-21を保有[18]。
- リビア
- 北マケドニア - 2024年時点で、北マケドニア共和国軍が6両のBM-21を保有[19]。
- マリ
- モルドバ
- モンゴル
- モロッコ - 2024年時点で、モロッコ陸軍が35両のBM-21を保有[20]。
- モザンビーク
- ミャンマー
- ナミビア
- ニカラグア
- ナイジェリア
- 北朝鮮
- パキスタン
- パレスチナ
- ペルー
- ポーランド
- ルーマニア
- ロシア
- セネガル
- セルビア
- ソマリア
- 南スーダン
- スーダン
- シリア
- タジキスタン - 2023年時点で、タジキスタン陸軍が14両のBM-21を保有[21]。
- タンザニア - 2024年時点で、タンザニア陸軍が58両のBM-21を保有[22]。
- トルクメニスタン - 2024年時点で、トルクメニスタン陸軍が70両のBM-21、4両のBM-21A、18両の9P138を保有[23]。
- ウクライナ
- ウガンダ
- ウズベキスタン - 2023年時点で、ウズベキスタン陸軍が36両のBM-21グラード、24両の9P138グラード1を保有[24]。
- ベネズエラ
- ベトナム
- イエメン
- ザンビア

## ギャラリー

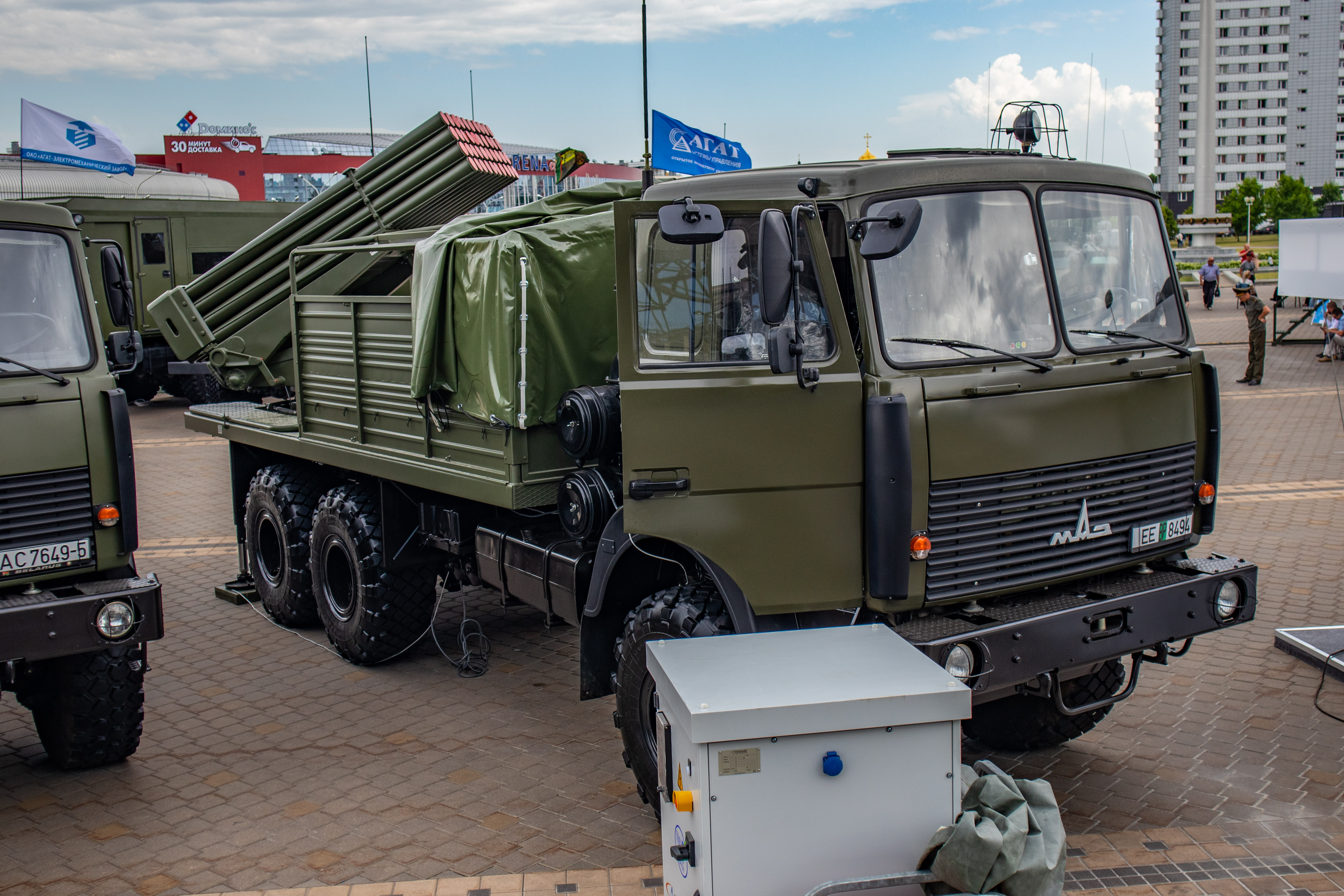
ベラルーシ陸軍のBM-21B
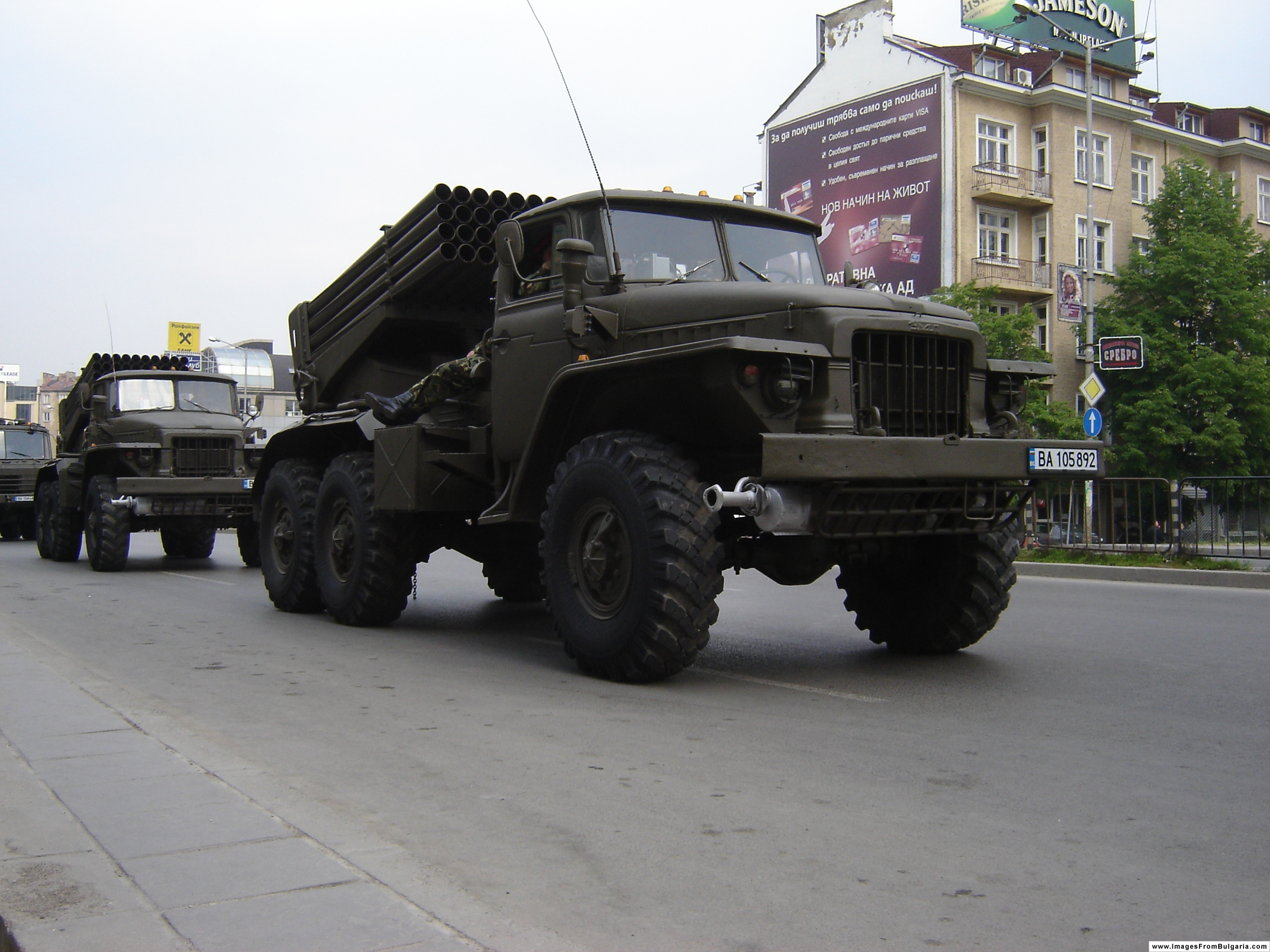
ブルガリア陸軍のBM-21
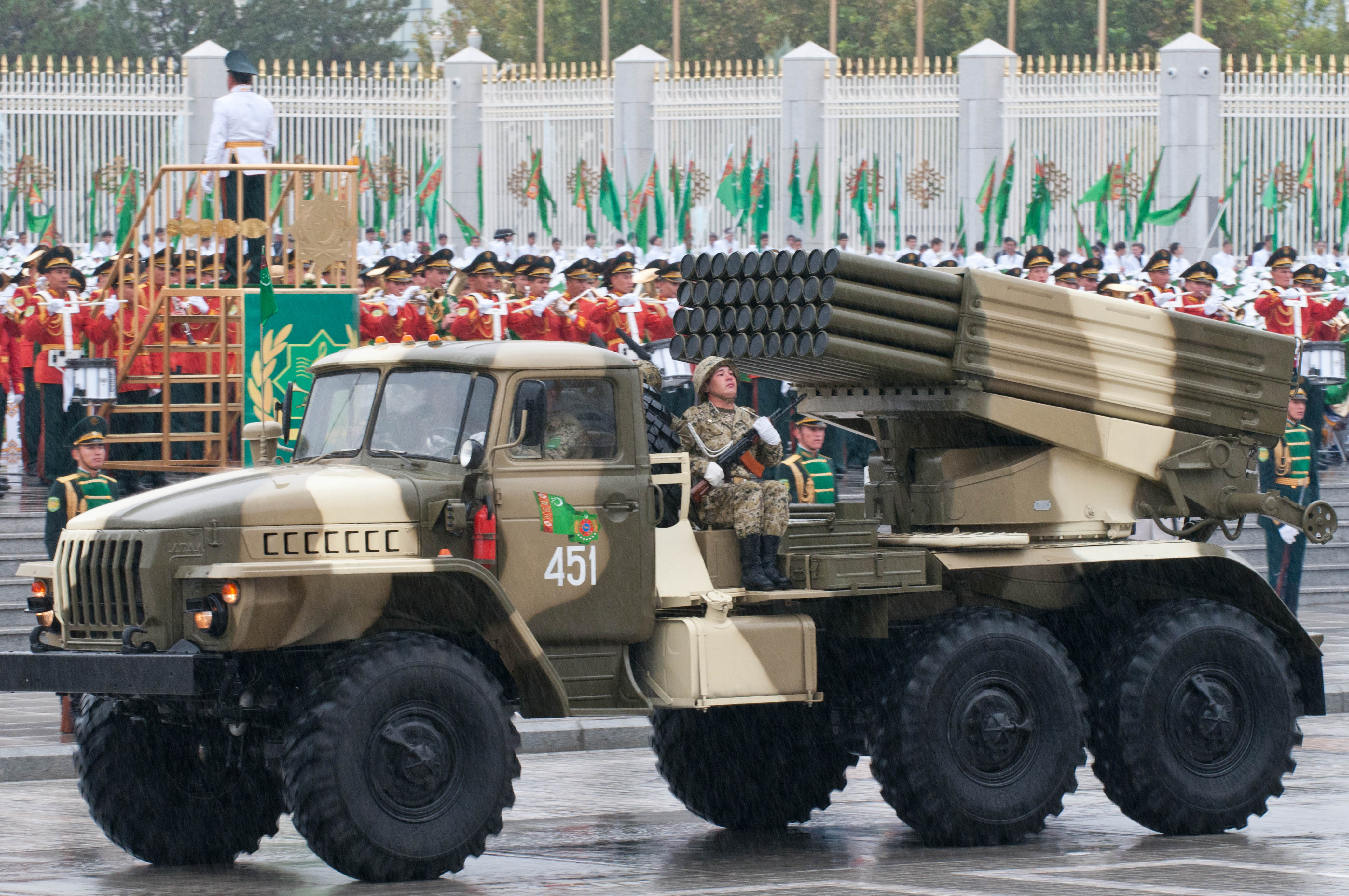
トルクメニスタン陸軍のBM-21
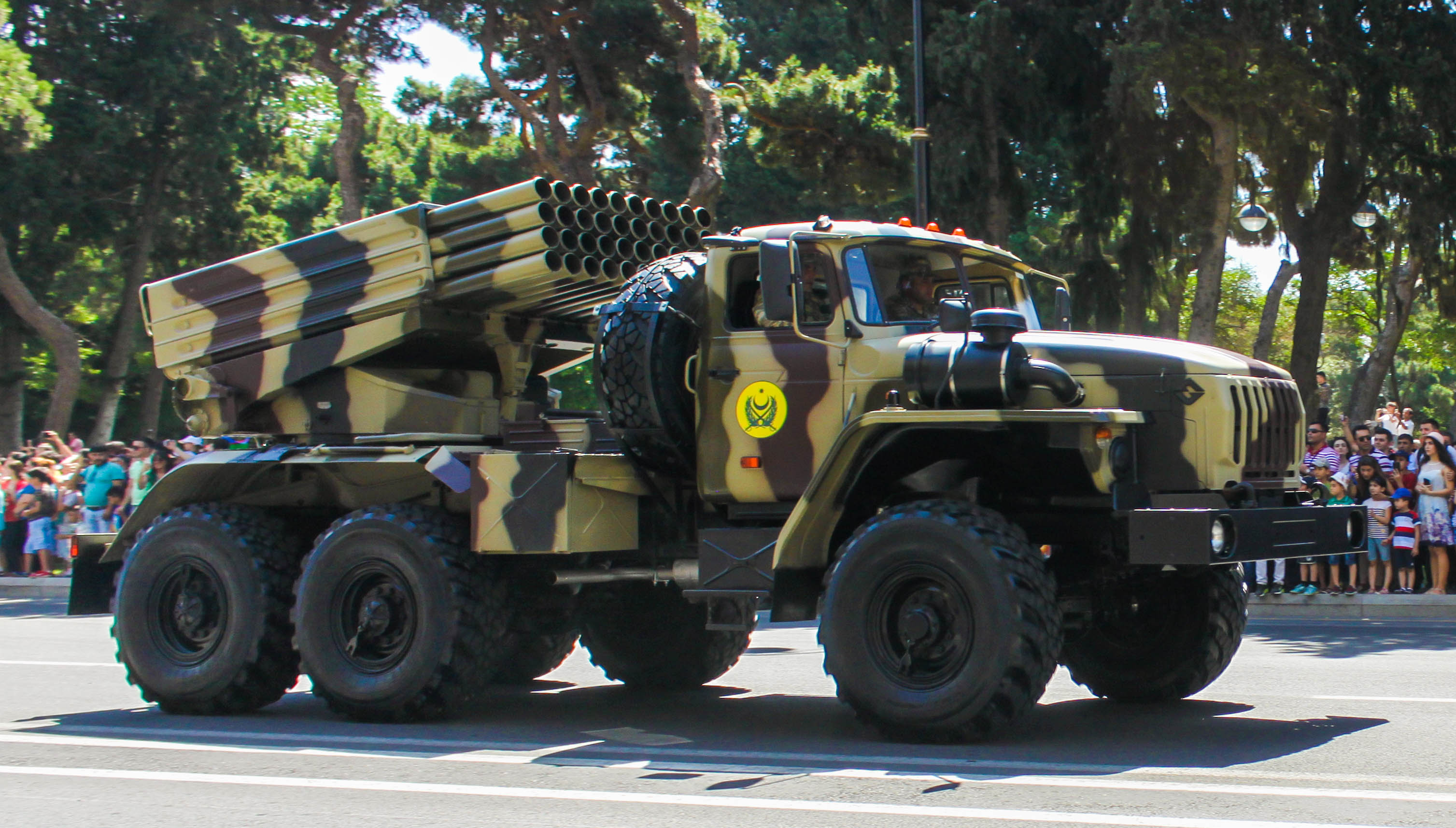
アゼルバイジャン陸軍のBM-21
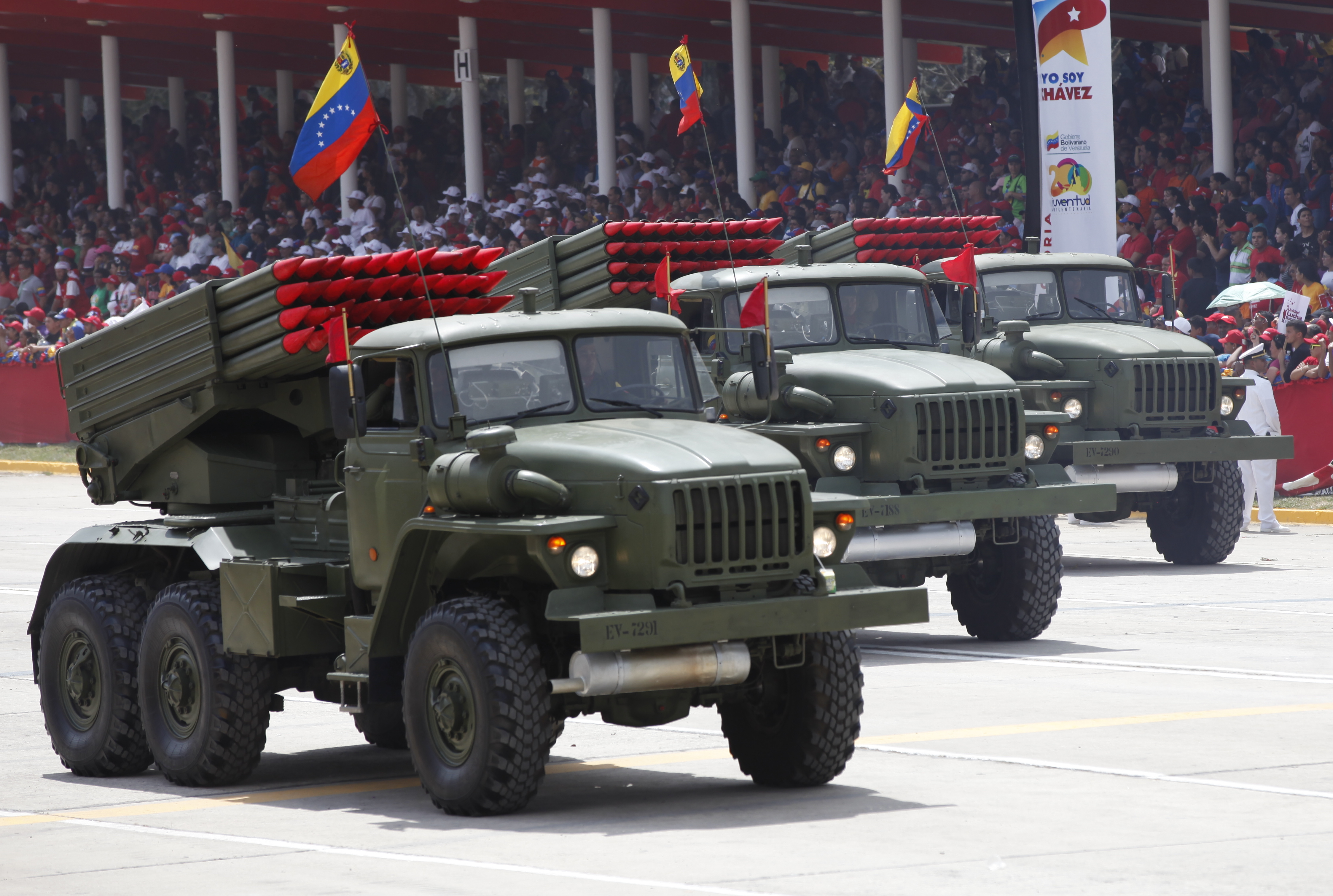
ベネズエラ陸軍のBM-21
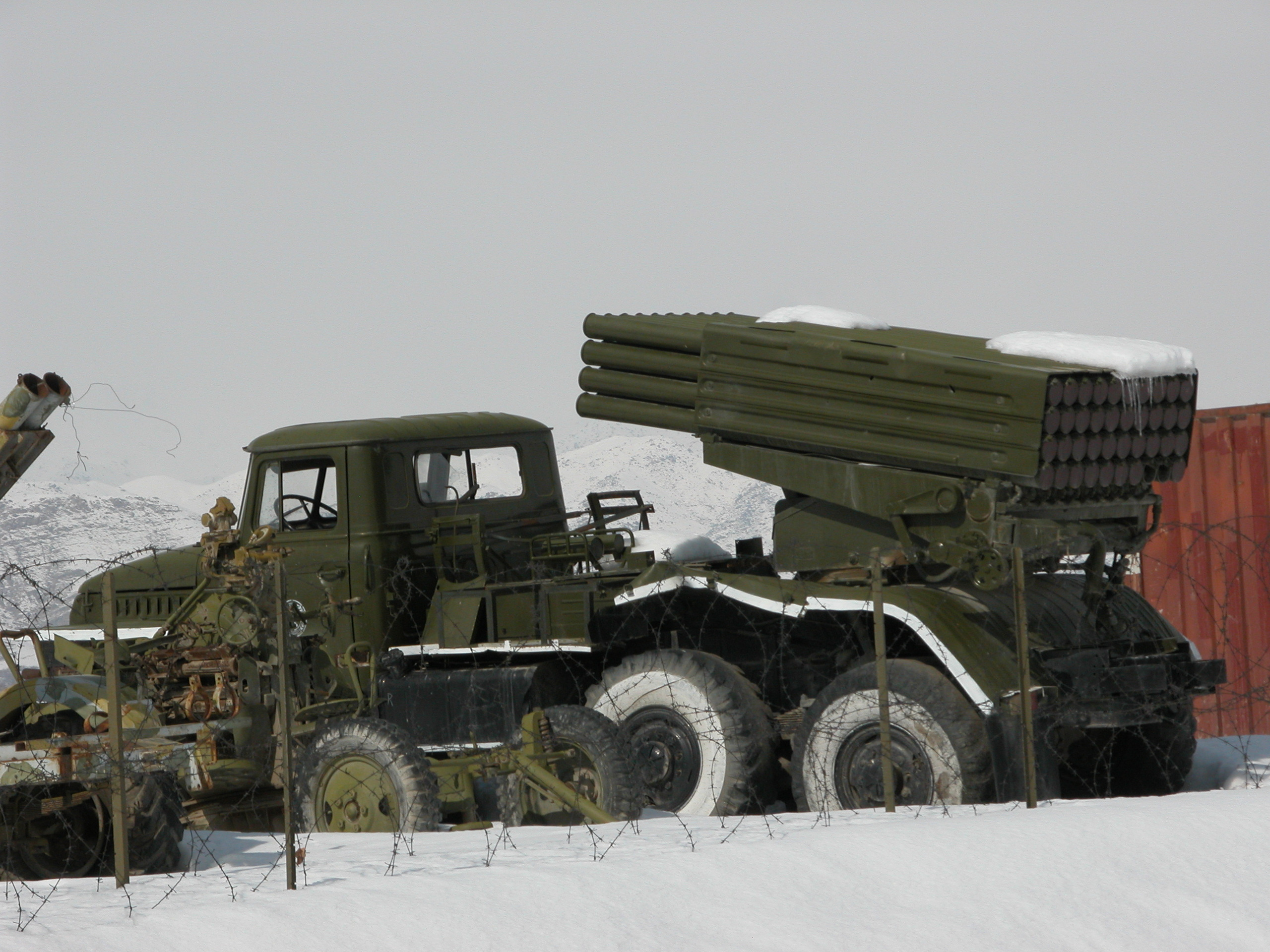
アフガニスタンのBM-21

## 登場作品

### アニメ・漫画
『COMBAT BIBlE2』
第5章「夜戦シミュレーション」に登場。反乱軍所属のBM-21部隊が、アメリカ陸軍部隊への攻撃に使用する。戦果はBGM-71 TOW対戦車ミサイルランチャー2基破壊と戦傷者15名。

### ゲーム
『ARMA 2』
プレイヤーが直接操作できるほか、砲撃モジュールを使用して任意の地点に火力支援を要請可能。
『Digital Combat Simulator』
プレイヤーが操作することのできないAI専用地上ユニットとして登場。プレイヤーもしくはAIが操縦する航空機からの攻撃目標となる。
簡易的なFPS化を行う有料アドオン・モジュール『DCS: Combined Arms』を導入すると、プレイヤーがBM-21を操縦しロケット弾を発射して戦闘を行うことも可能となる。
『凱歌の号砲 エアランドフォース』
日本を占拠したロシア軍の車両として登場。プレイヤーも購入して使用できる。
『コール オブ デューティシリーズ』
『CoD4』
ロシア超国家主義派が所有。キャンペーン序盤と後半に登場する。
『CoD:BO』
何故かアメリカ空軍ビール空軍基地内に駐車してある。
『大戦略WEB』
RS国のメガ射程陸兵器として登場。
『大戦略シリーズ』
ソ連・ロシア系生産タイプで使用できる。バージョンによっては、命中地点周辺のヘックスに幅広く被害を与える形で性能の再現がされている。
『バトルフィールドシリーズ』
『BFV』
北ベトナム軍・ベトコンの自走砲として登場する。
『BF3』
「BM-23」という名称で登場。通常のロケット弾の他、対空ミサイルや対戦車ミサイルも発射可能。
『レッドクルシブル2』